# Peter Withe
Peter Withe (ur. 30 sierpnia 1951 w Liverpoolu) – angielski piłkarz występujący na pozycji napastnika. Trener piłkarski.

## Kariera klubowa
Withe seniorską karierę rozpoczynał w 1970 roku w klubie Southport z Fourth Division. W 1971 roku przeniósł się do Barrow, również grającego w Fourth Division. W 1972 roku wyjechał do Republiki Południowej Afryki, gdzie został graczem zespołu Port Elizabeth City. W 1973 roku odszedł do innej południowoafrykańskiej drużyny, Arkadii Shepherds.
W 1973 roku Withe powrócił również do Anglii, gdzie podpisał kontrakt z Wolverhampton Wanderers z First Division. W tych rozgrywkach zadebiutował 9 marca 1974 roku w wygranym 3:1 meczu z Ipswich Town. W Wolverhampton Withe rozegrał 17 spotkań i zdobył 3 bramki.
W 1975 roku przeszedł do amerykańskiego Portland Timbers. W tym samym roku wywalczył z nim wicemistrzostwo rozgrywek NASL. W sierpniu 1975 roku trafił do angielskiego Birmingham City z First Division. Pierwszy ligowy mecz zaliczył tam 30 sierpnia 1975 roku przeciwko Ipswich Town (2:4).
We wrześniu 1976 roku Withe został sprzedany do Nottingham Forest z Second Division. W 1977 roku awansował z nim do First Division. W 1978 roku zdobył z nim mistrzostwo Anglii oraz Puchar Ligi Angielskiej. W 1978 roku odszedł do Newcastle United, występującego w Second Division. Spędził tam kolejne dwa lata.
W 1980 roku Withe trafił do Aston Villi (First Division). W 1981 roku zdobył z nią mistrzostwo Anglii, a także został królem strzelców First Division. W 1982 roku zwyciężył z zespołem w rozgrywkach Pucharu Mistrzów, a rok później wygrał z nim Superpuchar UEFA.
W 1985 roku Withe przeszedł do Sheffield United. W 1987 roku był stamtąd wypożyczony do Birmingham City. W 1989 roku został graczem zespołu Huddersfield Town, gdzie w 1990 roku zakończył karierę.

## Kariera reprezentacyjna
W reprezentacji Anglii Withe zadebiutował 12 maja 1981 roku w przegranym 0:1 towarzyskim meczu z Brazylią. W 1982 roku został powołany do kadry na mistrzostwa świata. Nie zagrał jednak na nich w żadnym pojedynku a Anglia zakończyła udział na drugiej rundzie. W latach 1981–1984 w drużynie narodowej Withe rozegrał w sumie 11 spotkań i zdobył 1 bramkę.

## Kariera trenerska
Po zakończeniu kariery Withe został trenerem. Jego pierwszym klubem był Wimbledon, który prowadził w 1991 roku. W 1998 roku został selekcjonerem reprezentacji Tajlandii. W 2000 roku wystąpił z nią w Pucharze Azji, który Tajlandia zakończyła na fazie grupowej. W latach 2004–2007 Withe prowadził reprezentację Indonezji.